# Caix
Caix és un municipi francès situat al departament del Somme i a la regió dels Alts de França. L'any 2007 tenia 711 habitants.

## Demografia

### Població

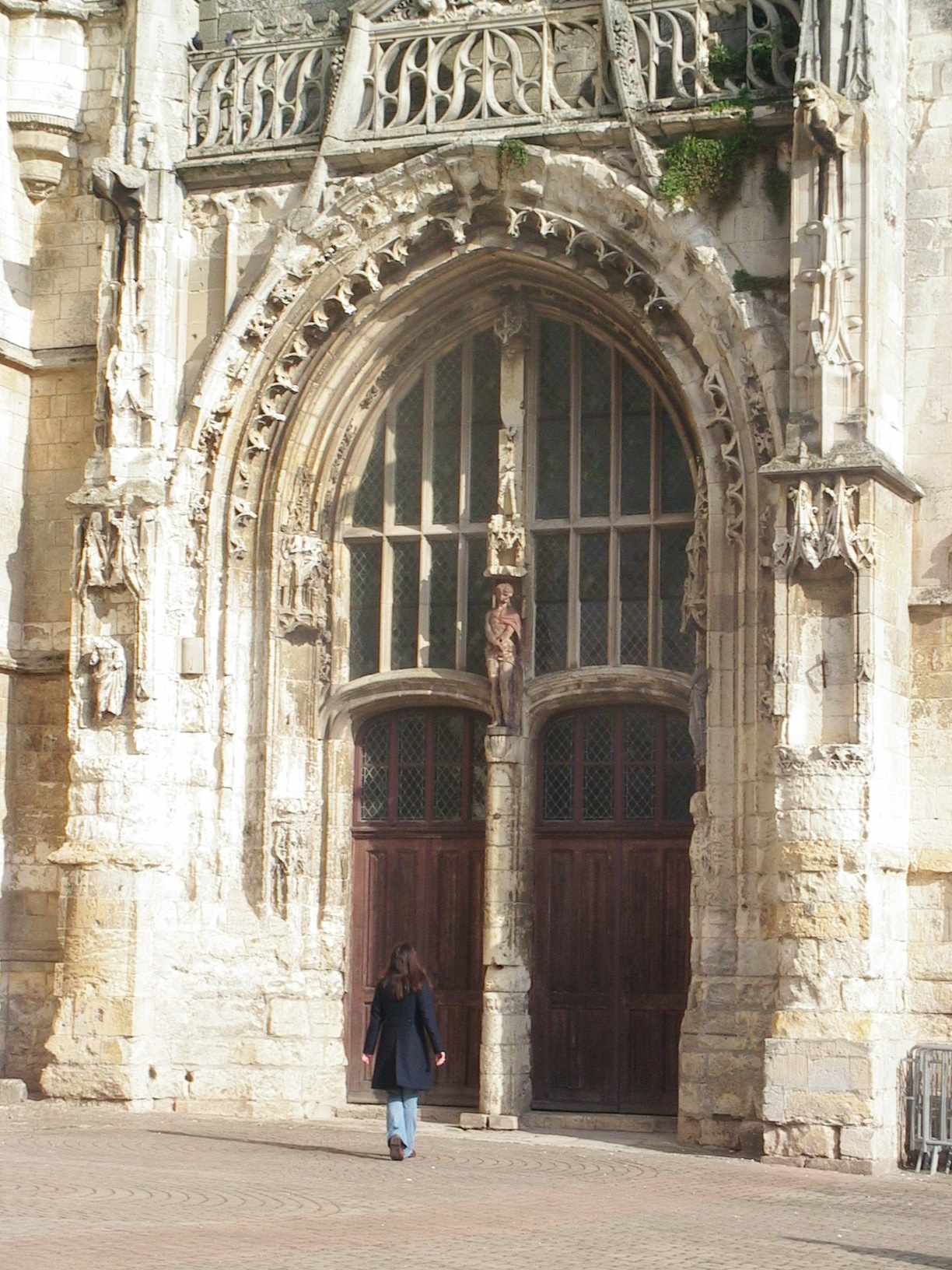

El 2007 la població de fet de Caix era de 711 persones. Hi havia 274 famílies de les quals 78 eren unipersonals (27 homes vivint sols i 51 dones vivint soles), 82 parelles sense fills, 102 parelles amb fills i 12 famílies monoparentals amb fills.
La població ha evolucionat segons el següent gràfic:
Habitants censats

### Habitatges

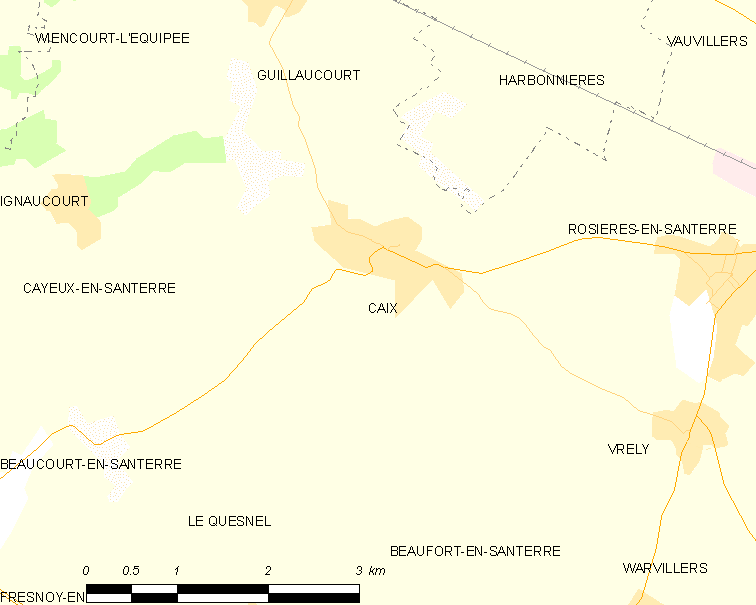

El 2007 hi havia 323 habitatges, 277 eren l'habitatge principal de la família, 22 eren segones residències i 24 estaven desocupats. 317 eren cases i 5 eren apartaments. Dels 277 habitatges principals, 214 estaven ocupats pels seus propietaris, 56 estaven llogats i ocupats pels llogaters i 8 estaven cedits a títol gratuït; 3 tenien una cambra, 13 en tenien dues, 45 en tenien tres, 80 en tenien quatre i 136 en tenien cinc o més. 222 habitatges disposaven pel capbaix d'una plaça de pàrquing. A 133 habitatges hi havia un automòbil i a 101 n'hi havia dos o més.

### Piràmide de població

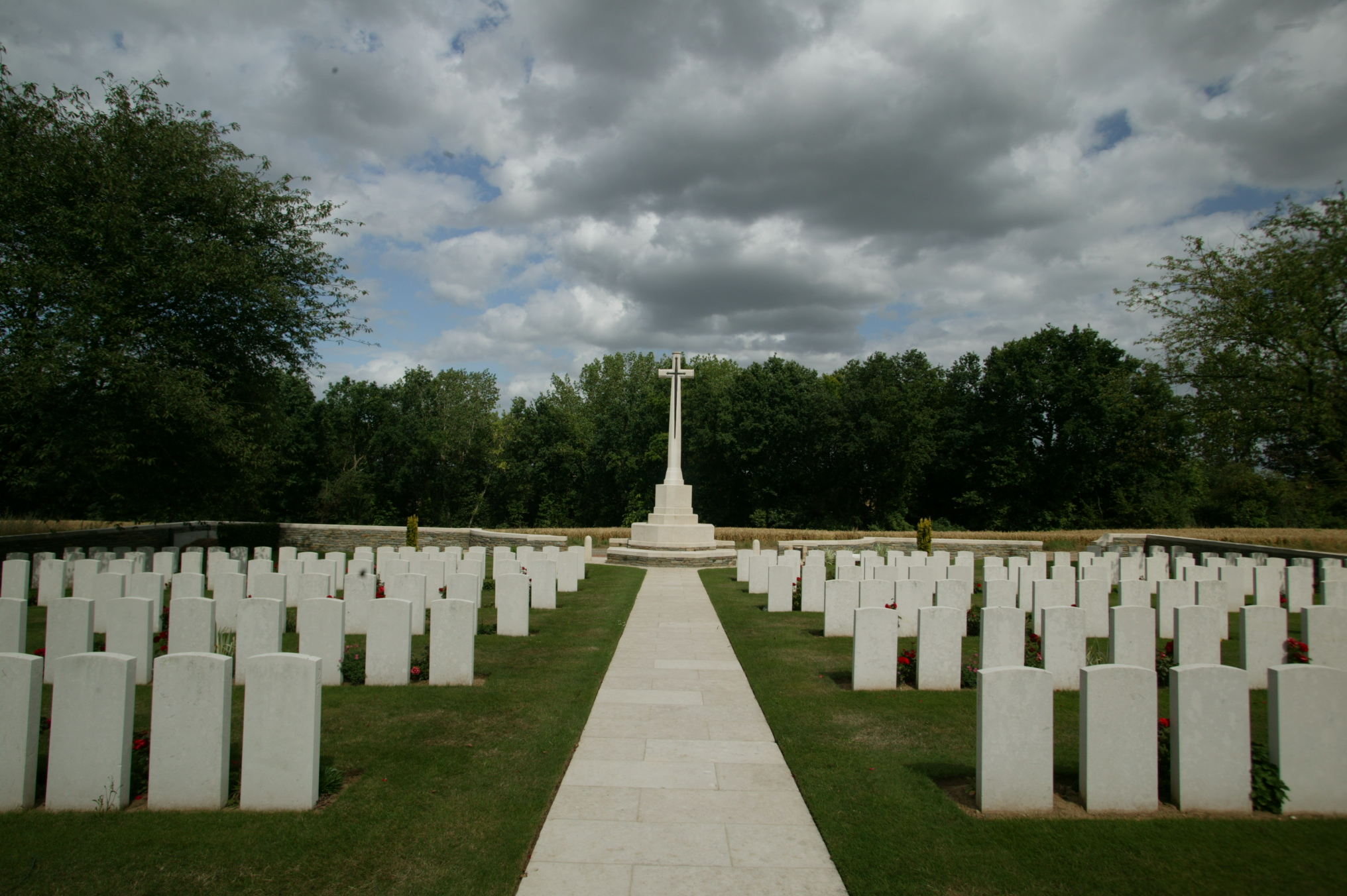
cementiri britànic

La piràmide de població per edats i sexe el 2009 era:
| Homes | Edats   | Dones |
| ----- | ------- | ----- |
| 0     | 95 o +  | 4     |
| 4     | 90 a 94 | 0     |
| 4     | 85 a 89 | 8     |
| 0     | 80 a 84 | 8     |
| 16    | 75 a 79 | 24    |
| 16    | 70 a 74 | 20    |
| 16    | 65 a 69 | 8     |
| 20    | 60 a 64 | 24    |
| 12    | 55 a 59 | 24    |
| 8     | 50 a 54 | 8     |
| 28    | 45 a 49 | 8     |
| 24    | 40 a 44 | 24    |
| 24    | 35 a 39 | 40    |
| 36    | 30 a 34 | 20    |
| 12    | 25 a 29 | 28    |
| 12    | 20 a 24 | 4     |
| 16    | 15 a 19 | 20    |
| 20    | 10 a 14 | 24    |
| 24    | 5 a 9   | 12    |
| 40    | 0 a 4   | 16    |

## Economia
El 2007 la població en edat de treballar era de 412 persones, 289 eren actives i 123 eren inactives. De les 289 persones actives 262 estaven ocupades (151 homes i 111 dones) i 28 estaven aturades (13 homes i 15 dones). De les 123 persones inactives 51 estaven jubilades, 20 estaven estudiant i 52 estaven classificades com a «altres inactius».

### Ingressos
El 2009 a Caix hi havia 279 unitats fiscals que integraven 682 persones, la mediana anual d'ingressos fiscals per persona era de 16.655 €.

### Activitats econòmiques
Dels 16 establiments que hi havia el 2007, 1 era d'una empresa extractiva, 1 d'una empresa alimentària, 4 d'empreses de comerç i reparació d'automòbils, 2 d'empreses de transport, 1 d'una empresa d'informació i comunicació, 1 d'una empresa de serveis, 3 d'entitats de l'administració pública i 3 d'empreses classificades com a «altres activitats de serveis».
L'únic servei als particulars que hi havia el 2009 era una oficina de correu.
L'únic establiment comercial que hi havia el 2009 era una fleca.
L'any 2000 a Caix hi havia 15 explotacions agrícoles que ocupaven un total de 1.035 hectàrees.

## Equipaments sanitaris i escolars
El 2009 hi havia una escola elemental.

## Poblacions més properes
El següent diagrama mostra les poblacions més properes.